# Municipio de Hamburg (condado de Dickey)
El municipio de Hamburg (en inglés, Hamburg Township) es un municipio del condado de Dickey, Dakota del Norte, Estados Unidos. Tiene una población estimada, a mediados de 2023, de 24 habitantes.
Abarca una zona exclusivamente rural.

## Geografía
Está ubicado en las coordenadas 46°9′42″N 98°41′42″O / 46.16167, -98.69500. Según la Oficina del Censo, tiene una superficie total de 93.83 km², de los cuales 93.70 km² corresponden a tierra firme y 0.13 km² están cubiertos de agua.

## Demografía
Según el censo de 2020, en ese momento había 29 personas residiendo en la zona. La densidad de población es de 0.31 hab./km². La totalidad de los habitantes eran blancos. No había hispanos o latinos viviendo en la región.